# Šunga

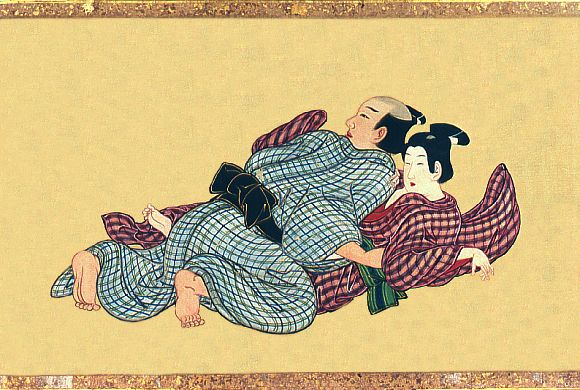
Obrázek Šunga

Šunga (jap. 春画, Jarní obrázky [Jaro je metaforou pro sex]) jsou japonské erotické grafiky a kresby z 18. a 19. století. Obrázky zobrazují velmi explicitně sexuální praktiky. Novomanželům byly kladeny pod polštář jako „návod k použití“. Z dnešního hlediska je lze označit jako pornografické.